# アレクセイ・エキモフ
アレクセイ・イワノヴィッチ・エキモフ（Alexey Ivanovich Ekimov、ロシア語: Алексей Иванович Екимов、1945年2月28日 -）は、ロシアの固体物理学者であり、ナノマテリアル研究の先駆者である。Vavilov State Optical Instituteで研究していた1981年に量子ドットとして知られる半導体ナノ結晶を発見した。2023年に、ムンジ・バウェンディ、ルイ・ブラスとともにノーベル化学賞を受賞した。

## 経歴
ソビエト連邦レニングラード出身。1967年にレニングラード大学の物理学部を卒業した。ロシア科学アカデミーのヨッフェ物理学技術研究所で物理学のPh.D.を取得した。卒業後、研究のためVavilov State Optical Instituteに移った。
1981年にAlexei A. Onushchenkoとともに、ガラス中の塩化銅ナノ結晶における量子サイズ効果を報告した。この現象は、Alexei L. Efrosとともにさらに研究された。
1999年から、アメリカ合衆国で生活し、ニューヨーク州に拠点を置く企業Nanocrystals Technologyの科学者として研究を行っている。

## 受賞歴
- 1976年 ソビエト連邦国家賞
- 2006年 フンボルト賞
- 2006年 R・W・ウッド賞
- 2023年 ノーベル化学賞